# Assekrem
Der Assekrem ist eines der höchsten Bergplateaus Algeriens. Seine Höhe wird auf einer dort angebrachten Plakette mit 2.780 m angegeben. Auch 2804 m wird verschiedentlich als Gipfelhöhe genannt. Andere Quellen kommen mit Höhenangaben zwischen 2.700 m und 2.720 m zu deutlich niedrigeren Werten.

## Lage
Das Bergplateau erstreckt sich über mehr als 80 Hektar. Der Tahat, der höchste Berg Algeriens, erhebt sich ca. 12 km (Luftlinie) weiter westlich. Von der ca. 50 km (Luftlinie) weiter südlich gelegenen Provinzhauptstadt Tamanrasset aus führt eine ca. 82 km lange Piste auf das Plateau.

## Tourismus
Der Gipfelregion des Assekrem ist ein häufig besuchter Ort, da dort Charles de Foucauld im Jahr 1911 eine Einsiedelei errichtet hatte. In einem Brief schrieb er: „Die Aussicht übertrifft in ihrer Schönheit alle Worte und Vorstellungen. Nichts vermag den Zauber dieses Waldes von Felsspitzen und -nadeln, den man zu seinen Füßen hat, zu beschreiben. Welch ein Wunder!“ 
Auf dem Vorplatz ist die von 1939 datierte Plakette des Touring-Club de France mit dem skizzierten und beschrifteten Bergpanorama eingelassen, das sich von hier aus von Nordosten über Süden bis Südwesten den Blicken des Betrachters darbietet. Falls sich die auf der Plakette angegebene Höhenangabe von 2.780 Metern auf den Standort der Plakette beziehen sollte, der ja nicht mit dem Gipfelpunkt identisch ist, so ist diese traditionelle Höhenangabe im gleichen Maße um gut 100 Meter überhöht wie bei dem nahegelegenen Tahat, denn für den Standort der Plakette variiert nach aktuellen Messungen die Höhe zwischen 2.660 und 2.680 Metern.

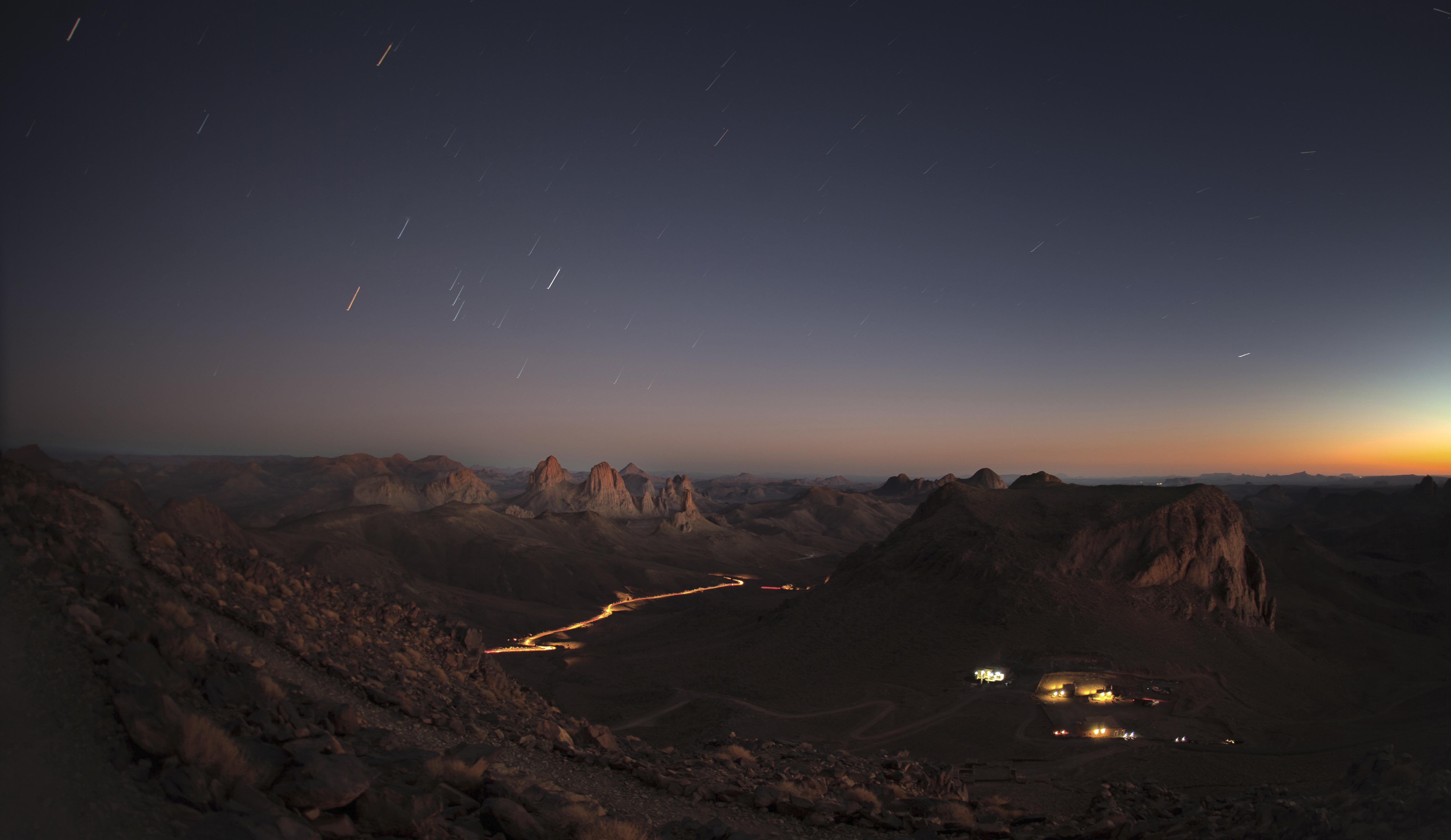
Ausblick vom Assekrem
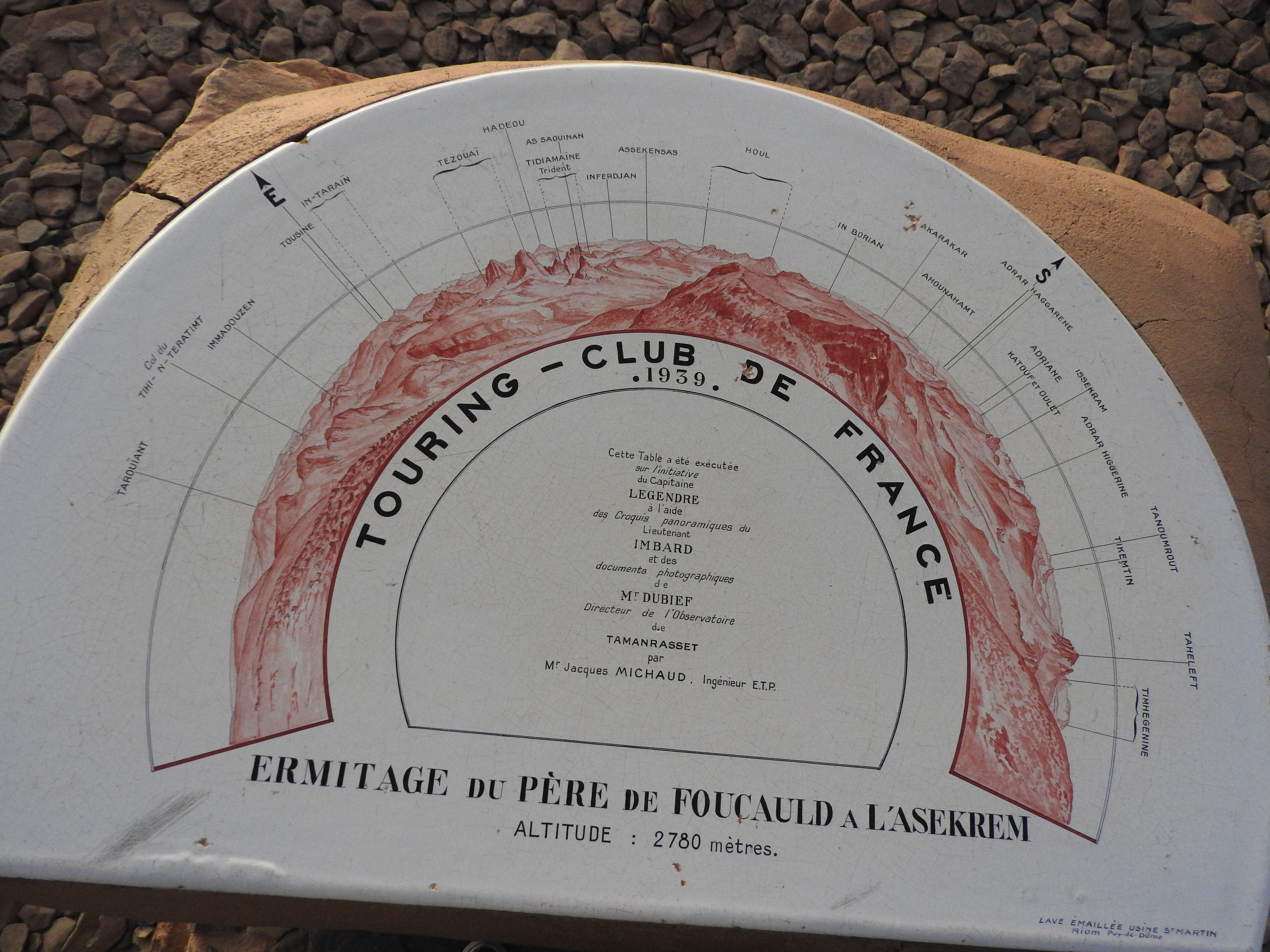
Plakette mit Bergpanorama